# Theta (блокчейн)
Theta (Тета, от греч. θήτα, др.-греч. θῆτα — «те́та») — криптовалюта и децентрализованная сеть потокового видео, работающая на блокчейне. В этой сети пользователи совместно используют полосу пропускания и, при необходимости, вычислительные мощности. Theta предназначена для снижения затрат на сети доставки контента, а также для улучшения качества изображения и скорости загрузки для конечных пользователей.
Theta имеет собственную одноимённую криптовалюту Theta (аббревиатура: THETA), которая выполняет различные задачи управления в сети. В 2017 году в рамках раунда финансирования частной продажи токенов было собрано 20 миллионов долларов США, а в 2018 году Theta была первоначально представлена как токен, построенный по стандарту ERC-20, но, как и планировалось, в марте 2019 года перешла на собственный блокчейн. Проект консультируют, в частности, Стив Чен, соучредитель YouTube, и Джастин Кан, соучредитель Twitch. Узлы Enterprise Validator управляются, среди прочих, компаниями Google, Sony и Samsung. В рыночной капитализации THETA и второй тесно взаимосвязанной криптовалюты проекта, Theta Fuel (аббревиатура: TFUEL), на август 2021 года составили чуть более 8,5 миллиардов долларов. На декабрь 2021 года THETA занимает 39-е место среди криптовалют с наибольшей рыночной капитализацией.
Theta имеет три патента США по различным аспектам, лежащим в основе технологии.

## Описание
Основная бизнес-концепция Theta — децентрализовать потоковое видео, предоставление данных и периферийные вычисления, делая их более эффективными и дешёвыми для всех участников отрасли. Theta предназначена для создания более эффективного способа доставки контента, в первую очередь видео, в глобальной одноранговой ячеистой сети. Сеть работает на собственном блокчейне с двумя собственными токенами, известными как Theta (THETA) и Theta Fuel (TFUEL), которые обеспечивают внутреннюю экономику.
Чтобы создать максимально крупную сеть, эти токены используются в Theta-блокчейне, чтобы побудить отдельных пользователей, распространяя TFUEL, делиться своими неиспользуемыми вычислительными ресурсами и ресурсами полосы пропускания в качестве узлов кэширования или ретрансляции для видеопотоков. Подобная тактика нацелена на улучшение качества доставки потока и решение проблемы доставки «последней мили», которая является основным узким местом для традиционных конвейеров доставки контента, особенно для потоков с высоким разрешением, высокой скоростью передачи данных и потоков следующего поколения. При достаточной плотности сети затраты на сети доставки контента можно значительно снизить различными способами.
О введении в 2022 году третьего токена TDROP в экосистему Theta было объявлено в 2021 году.
Theta владеет тремя патентами в США по различным аспектам базовых технологий сети Theta, а именно по децентрализованной потоковой передаче и доставке данных.

## Узлы
Сеть Theta основана на трёх разных типах узлов. Самая крупная единица представлена узлами Enterprise Validator, которые эксплуатируются такими компаниями, как Google или Binance. По состоянию на июнь 2021 года, 16 из них эксплуатируются, и лишь некоторые из них будут добавлены в сеть. Два других типа узлов, узлы-хранители и граничные узлы, могут использоваться кем угодно со стандартного ноутбука, если он постоянно включён и подключён к интернету.

### Узлы Enterprise Validator
В сети Theta узлы Enterprise Validator предлагают новые блоки и генерируют их в блокчейне. Для работы узла Enterprise Validator нужна минимальная ставка в размере 1000000 THETA. По состоянию на 2021 год, работают 16 узлов Enterprise Validator. За стейкинг операторов этих узлов награждают в TFUEL. В их число входят: Google, Sony, Samung, Binance и CAA.

### Узлы-хранители
Узлы-хранители (англ. Guardian nodes) сохраняют блоки в блокчейне и используются для управления вредоносными или иным образом нефункционирующими узлами валидатора. Таким образом, узлы-хранители играют важную роль в защите безопасности Theta-блокчейна, поскольку они образуют второй уровень защиты от потенциально злоумышленников. Необходимым условием для работы узлов-хранителей является стейкинг 1000 THETA. В настоящее время в эксплуатации находится более 500 этих узлов. Операторы узлов-хранителей награждаются в TFUEL. Минимальные аппаратные требования — это центральный процессор с четырьмя ядрами и объёмом памяти восемь гигабайт и подключение к интернету со скоростью загрузки и выгрузки 5 Мбит/с. Кроме того, нет никаких ограничений или условий одобрения для эксплуатации узла.

### Граничные и элитные граничные узлы
Граничные узлы (англ. Edge nodes) используются для пересылки видеопотоков по сети Theta. Работа граничных узлов становится прибыльной для отдельных лиц, потому что они награждаются в TFUEL. Для работы граничного узла нет никаких ограничений доступа. Программное обеспечение можно легко загрузить с веб-сайта Theta и использовать на любом ПК, подключённом к интернету. По состоянию на август 2021 года в эксплуатации находится почти 134 000 граничных узлов.
Граничный узел может быть расширен до элитного граничного узла (англ. Elite edge node), если на нём установлен стейкинг в размере минимум 10 000 TFUEL. Стейкинг вознаграждается дополнительными выплатами в TFUEL.

## Криптовалюта
По состоянию на август 2021 года Theta использует модель с двумя токенами со следующими вариантами использования.

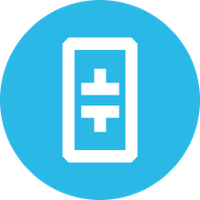
Логотип токена THETA

### Использование токена THETA
Токены THETA могут использоваться либо для работы с узлами Enterprise Validator, что требует владения 1000000 THETA, либо для работы с узлами-хранителями, для которых требуется не менее 1000 THETA. С этим доказательством доли владения операторы узлов получают долю токенов TFUEL, которые были реализованы в сети. Эта пропорция зависит, среди прочего, от использования сети и производительности узлов, а также от количества внесённых THETA.
Кроме того, THETA действует как токен управления для протокола. Это означает, что чем больше THETA, тем больше у держателей прав голоса, когда дело касается протокольных решений, обновлений и других вещей. Таким образом, сеть со временем становится независимой. Те, кто владеет большим количеством THETA, имеют больше права голоса, например, в отношении будущих распределений от TFUEL операторам узлов Enterprise Validator.

### Использование токена TFUEL
TFUEL используется в качестве «газа» (платы, применяемой для осуществления операции в сети) протоколу Theta, оплаты транзакций, развертывания и работы смарт-контрактов, а также является валютой микротранзакций, в которой пользователи платят ретрансляторам за предоставленные им видео.
После изменения 11 июня 2021 года перевода внутри сети, с 2018 по 2021 год стоившего всего 0,00001 TFUEL, эти расходы были увеличены до 0,3 TFUEL. Основная причина этого шага заключалась в том, что он гарантировал более высокий уровень защиты от определенных типов атак на сеть. Запуск смарт-контракта стоит 20 TFUEL, использование смарт-контракта стоит 1 TFUEL.

### THETA и TFUEL вне Theta-сети
THETA и TFUEL можно приобрести на некоторых централизованных биржах (CEX), таких как Binance или Huobi, а также на некоторых децентрализованных биржах (DEX). Это могут быть фиатные валюты, такие как евро или доллары, или криптовалюты, такие как Биткойн или Эфир. Затем токены можно хранить либо на биржах, либо на частном адресе официальных Theta-кошельков, например, в холодном кошельке. После расположения токена в местах хранения, они могут быть размещены в одном из узлов официального Theta-кошелька. С августа 2021 года также возможно хранение с использованием кошелька MetaMask. Для продажи используется обратный путь: токены отправляются на биржу и обмениваются там на фиатные деньги или другие криптовалюты по текущему обменному курсу.

### Другое
По состоянию на 10 августа 2021 года на стейкинг выставлено 66,1% всех THETA и 42,01% всех TFUEL.

## Оценка
Трейдер Остин Арнольд назвал три альткоина с высоким потенциалом роста на ноябрь 2021 год. В их число вошла и сеть Theta.